# دریدل

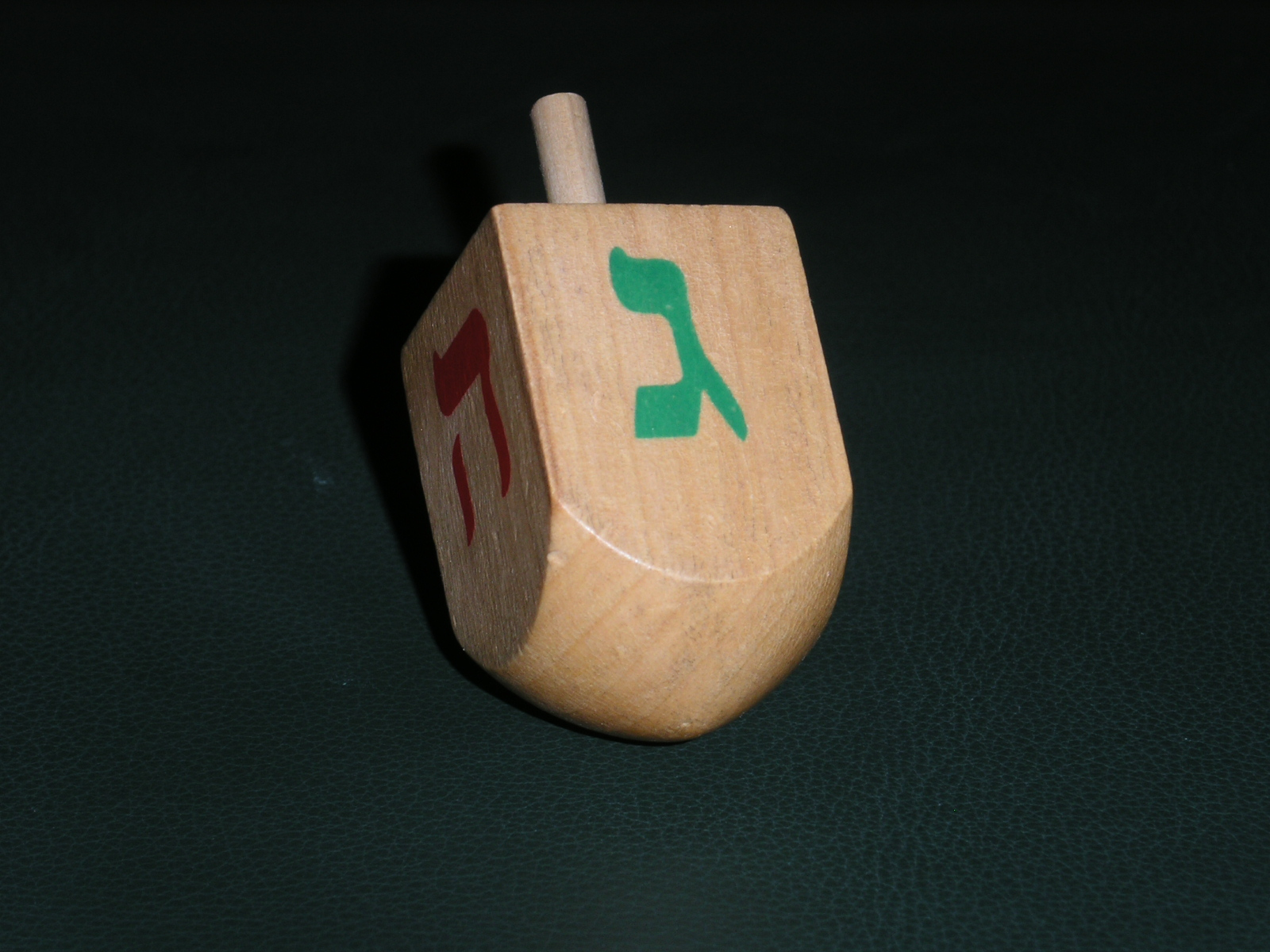
دریدل چوبی

دریدل (به عبری: דרײדל) یا سویوون (به عبری: סביבון) نوعی فرفره چهار وجهی از جنس چوب است که برای نوعی بازی ویژه در جشن حنوکا بکار می رود.
هر وجه از این اسباب بازی با یک حرف از الفبای عبری رنگ آمیزی شده‌است:
נ (نون),
ג (گیمل),
ה (هه),
ש (شین),
که باهم تشکیل جمله "נס גדול היה שם" ("یک معجزه آنجااتفاق افتاد") را میدهند. در اسراییل بر روی دریدل‌ها بجای حرف شین حرف פ (پی) قرار دارد.

## سمبل شناسی
برخی معتقدند که این حروف نماینده چهار امپراتوری و پادشاهی مهم در زندگی یهودیان یعنی بابل، پارس، سلوکیان و روم است.